# ادمون برولكس
ادمون برولكس هو قاضي وسياسي كندي، ولد في 21 مايو 1875 في Saint-Hermas ‏ في كندا، وتوفي في 26 ديسمبر 1956 في غريتر سودبوري في كندا. نشط حزبياً في الحزب الليبرالي الكندي. وقد انتخب عضو برلمان مقاطعة أونتاريو ‏ وانتخب عضو مجلس العموم الكندي.